# Геттарда шероховатая
Геттарда шероховатая (лат. Guettarda scabra) — кустарник или небольшое дерево, вид рода Геттарда (Guettarda) семейства Мареновые (Rubiaceae).

## Ботаническое описание
Guettarda scabra — вечнозелёный кустарник или небольшое дерево до 10 м в высоту (обычно 2-3 м) с прямостоячими ветвями и открытой неправильной кроной. Листья расположены супротивно с треугольными прилистниками между черешками кожистые, сверху очень грубые, около 5-10 см длиной. Листья от яйцевидных до эллиптических, длиной до 15 см, с округлой вершиной, оканчивающейся небольшим острым кончиком. Поверхность листьев шероховатая, покрыта тонким опушением. Цветки расположены в пазушных кистях из нескольких цветков. Чашечка с 2 сросшимися чашелистиками. Венчик состоит из 7 розовато-белых сросшихся лепестков. Семь тычинок, сросшиеся с околоцветником, образуют гипантий. Плод — ягода от ярко-красного до розового цвета.

Guettarda scabra
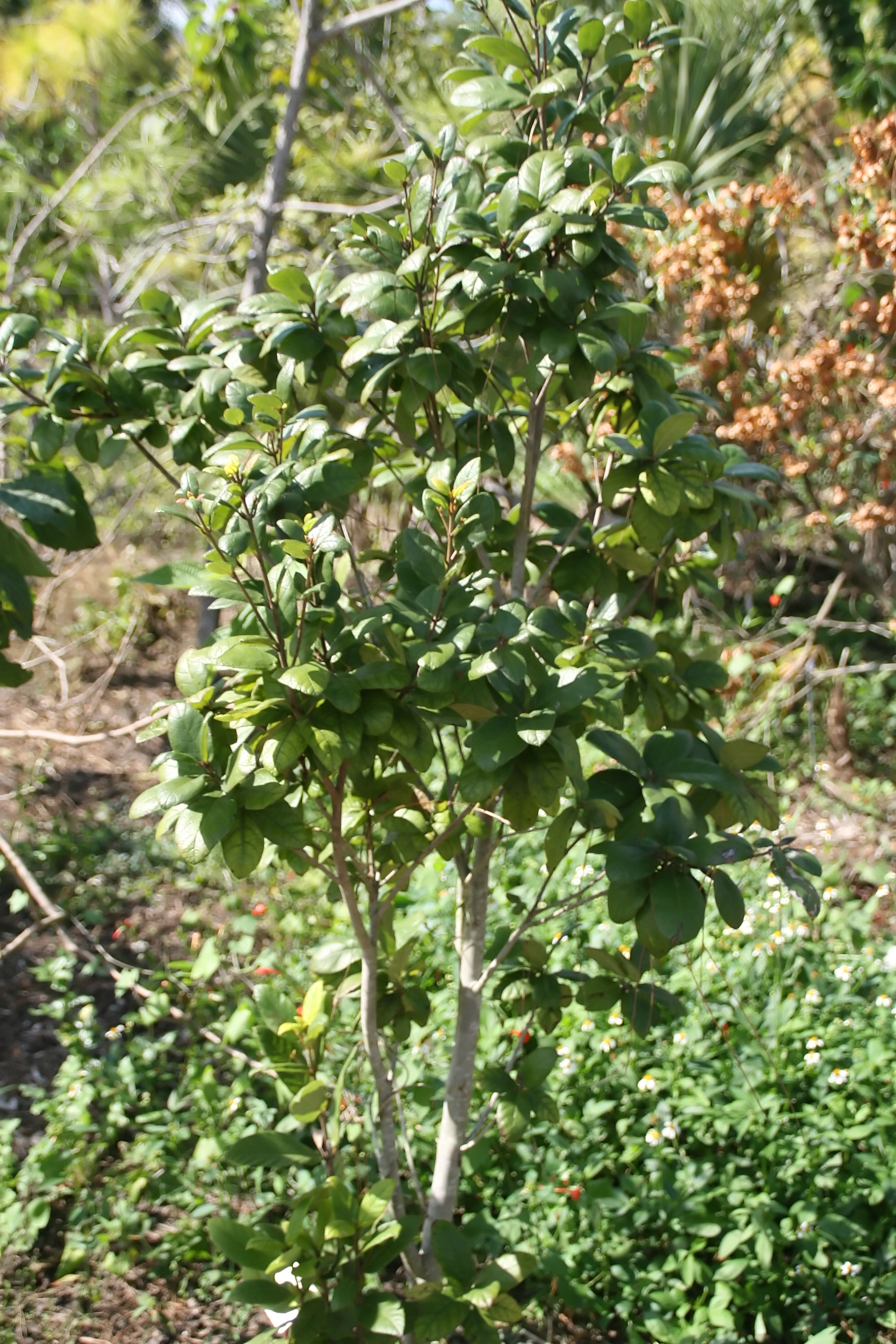
Общий вид
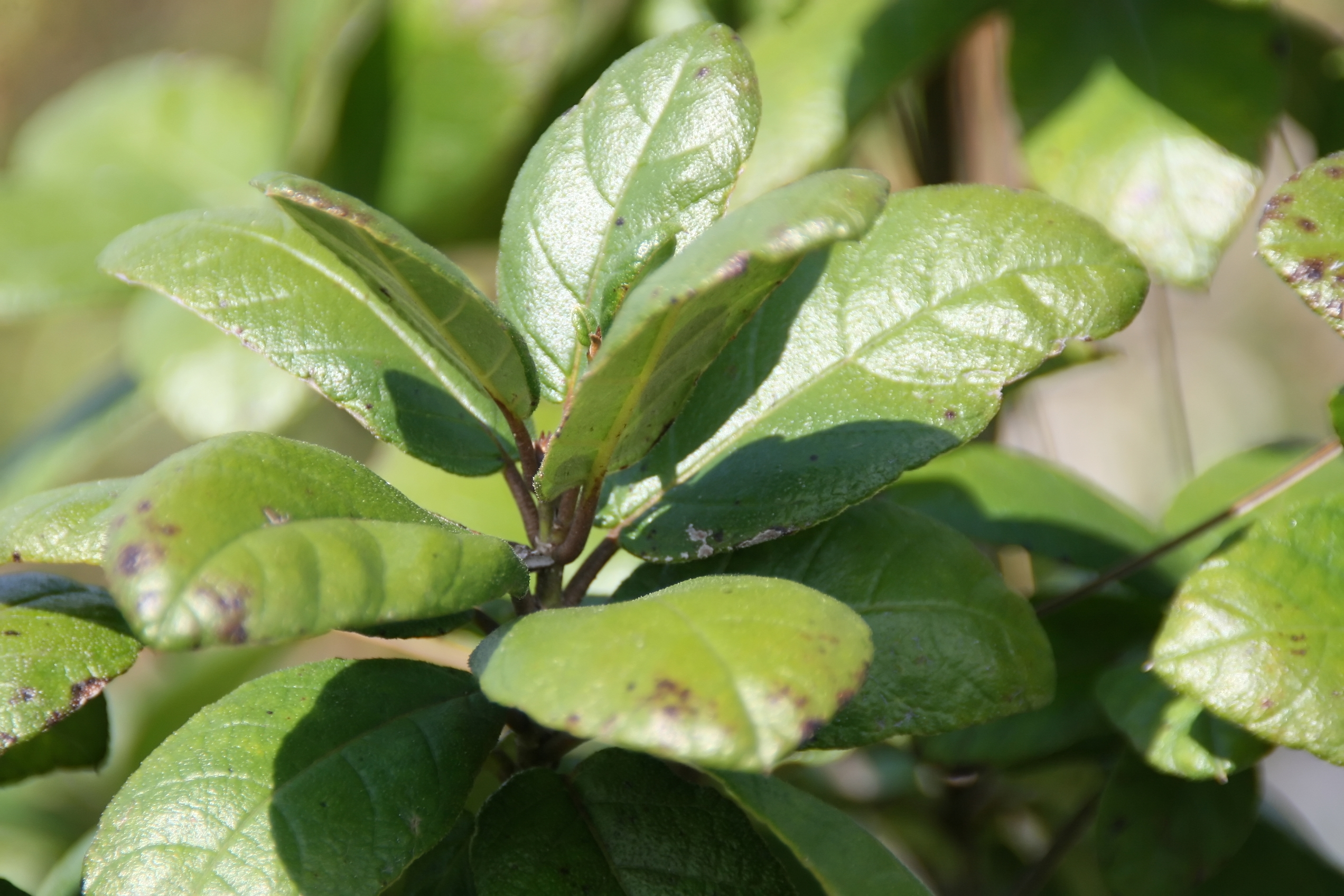
Листья
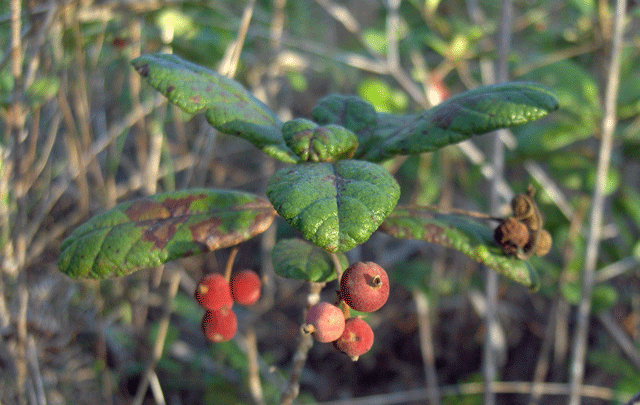
Плоды

## Распространение и местообитание
Guettarda scabra встречается в южной Флориде и на островах Флорида-Кис, на Багамских Островах, а также в Карибском регионе, а также в тропических и субтропических регионах Центральной и Южной Америки. Растёт в сухих широколиственных вечнозелёных растительных сообществах: в лесах, кустарниках, карликовых кустарниках, а также в сосновых лесах и на скалистом побережье.

## Охранный статус
Международный союз охраны природы классифицирует природоохранный статус вида как «вызывающий наименьшие опасения».